# Székely (làng)
Székely là một thị trấn thuộc hạt Szabolcs-Szatmár-Bereg, Hungary. Thị trấn này có diện tích 16,08 km², dân số năm 2010 là 1058 người, mật độ 66 người/km².